# Jean-Pierre Teisseire
Pour les articles homonymes, voir Teisseire.
Jean-Pierre Teisseire est un footballeur français né le 31 août 1940 à La Colle-sur-Loup, dans les Alpes-Maritimes. Il évoluait au poste de défenseur.

## Biographie
Formé à l'OGC Nice, Jean-Pierre Teisseire joue principalement à Aix, à Avignon et au prestigieux Stade de Reims.
Au total, il dispute 170 matchs en Division 1 et 122 matchs en Division 2, inscrivant 40 buts dans les championnats professionnels.

## Carrière
- 1959-1964 :  OGC Nice (D1)
- 1964-1965 :  FC Grenoble (D2)
- 1965-1966 :  Olympique lyonnais (D1)
- 1966-1968 :  AS Aix (D1 & D2)
- 1968-1970 :  FC Avignon (D2)
- 1970-1972 :  Stade de Reims  (D1)
- 1972-1973 :  AC Ajaccio (D1)[1]